# Honey Boo
Honey Boo è un singolo del gruppo CNCO e della cantante dominicana Natti Natasha, pubblicato il 3 aprile su etichetta discografica Pina Records.